# Пее Лили Иванова – ВТА 555
„Пее Лили Иванова“ е втората дългосвиреща грамофонна плоча на певицата Лили Иванова, издадена през 1967 г. под каталожен номер ВТА 555 от „Балкантон“. На обложката е изписано и на български, и на английски език „Пее Лили Иванова“, но за заглавие на албума в официалния сайт на певицата е посочено името на първата песен от албума, тъй като нерядко плочите от въпросния период не съдържат недвусмислено заглавие на албум, а само име на изпълнител. Тъй като плочата е преиздавана с различно оформление, на някои от обложките певицата е представена с фотография, направена от Иво Хаджимишев.
На гърба на обложката е описанието на песните и следната информация за певицата:
„Музикалните специалисти са тези, които дават компетентната и категорична оценка за качествата на певеца, но всемогъщият фактор е публиката. Тя е, която обиква или отхвърля, утвърждава или отрича, издига изпълнителя, или го обрича на забвение.
Още с първите си стъпки скромната и непозната медицинска сестра Лили Иванова привлича вниманието на многобройните, безименни любители на „лекия“ жанр. Изпратена на турнета в Румъния, Полша, Чехословакия, ГДР, Югославия, тя не престава да работи върху себе си и усъвършенствува майсторството си на естраден изпълнител, като навсякъде завоюва широка популярност.
Следва нов ангажимент за запис на грамофонна плоча в Букурещ. Там престоява осем месеца. Постепенно стилът се изчиства, обогатява – чужд на всеки повърхностен вокален и сценичен ефект. Оформя се нейният характерен стил със свежа творческа фантазия, изключителна емоционалност, проникновеност, широка нюансировка. Влиянието на Рита Павоне е майсторски пречупено през призмата на творческия ѝ натюрел. През 1966 г. Лили Иванова блесна отново с яркото си дарование и постигна забележителен международен успех – стана носителка на „Златния ключ“ на Братиславския интервизионен фестивал на естрадната песен.
Тя притежава завиден репертоар, в който голям дял заемат песни от наши композитори – Й. Цанков, А. Заберски и др., които пее с много любов, ефектно и артистично („Адажио“, „Море на младостта“, „Венера“, „Зимна приказка“). Иванова счита, че за да се развива, са ѝ нужни преди всичко български песни – „Само чрез тях мога да покажа у нас и навън себе си“, – казва тя.
Трудно е да се каже кое подкупва най-много в нейното изпълнение: чистия, приятен тембър, дълбочината на чувството, съвършената простота и проникновеност, искреността и непосредствеността в изживяването. Нейните почитатели могат да не се съмняват, че разгръщайки още за пълно богатствата на таланта си, тя ще допринесе много за бъдещето развитие на нашата естрадна песен.“
Майя Ненчева

## Списък на песните в албума
| Заглавие                        | Автор(и)                                                                      | Време |
| ------------------------------- | ----------------------------------------------------------------------------- | ----- |
| 1. „Уличката малка“             | музика: Димитър Вълчев, текст: Владимир Голев, аранжимент: Димитър Вълчев     |       |
| 2. „Венера“                     | музика: Хетко Николов, текст: Дамян Дамянов, аранжимент: Милчо Левиев         |       |
| 3. „Ще танцуваме заедно“        | музика: Адриано Челентано, аранжимент: Иван Пеев                              |       |
| 4. „Море на младостта“          | музика: Йосиф Цанков, текст: Димитър Василев, аранжимент: Николай Арабаджиев  |       |
| 5. „Зимна приказка“             | музика: Атанас Бояджиев, текст: Богомил Гудев, аранжимент: Иван Пеев          |       |
| 6. „Така ужасно е да си момиче“ | аранжимент: Иван Пеев                                                         |       |
| 7. „Луи“                        | аранжимент: Иван Пеев                                                         |       |
| 8. „Ела с пролетта“             | музика: Николай Арабаджиев, текст: Димитър Василев, аранжимент: Димитър Ганев |       |
| 9. „Довиждане, момчета“         | музика: Адриано Челентано, аранжимент: Иван Пеев                              |       |
| 10. „Витоша“                    | музика и текст: Манол Манолов, аранжимент: Иван Пеев                          |       |
| 11. „Както онзи ден“            | музика: Бийтълс, аранжимент: Иван Пеев                                        |       |
| 12. „Сбогом, море“              | музика: Морис Аладжем, текст: Димитър Василев, аранжимент: Иван Пеев          |       |

Съпровод: оркестър, рък. Ив. Пеев (3, 5 – 7, 9 – 12), дир. Д. Вълчев (1), М. Левиев (2), Д. Ганев (4, 8).